# Trojno
Trojno este o localitate din comuna Laško, Slovenia, cu o populație de 49 de locuitori.